# EM i curling 1977
Europamesterskabet i curling 1977 for herre- og kvindehold var det tredje EM i curling. Mesterskabet blev arrangeret af European Curling Federation, og turneringen blev afviklet i Askerhallen i Oslo, Norge i perioden 22. – 26. november 1977.
Mesterskabet havde deltagelse af ti herre- og otte kvindehold. 

## Mænd
De ti hold mødtes alle-mod-alle (round robin-kampe), hvilket gav ni kampe til hvert hold. Som noget nyt ved dette EM, var slutspillet afskaffet, så vinderen af round robin-kampene blev kåret som europamester.
Sveriges hold fra Härnösands Curling Klub med Ragnar Kamp som kaptajn gik ubesejret gennem de ni round robin-kampe og blev dermed suverænt europamestre. Det var Sveriges første EM-titel efter at de havde vundet hhv. sølv og bronze de to foregående år. Sølvmedaljerne gik til Skotland, som sluttede med syv sejre og to nederlag, mens Vesttyskland efter seks sejre og tre nederlag måtte nøjes med bronzemedaljerne.
De forsvarende europamestre fra Schweiz endte skuffende på 7.-pladsen. Danmark, som blev repræsenteret af et hold fra Hvidovre Curling Club med skipper Jørn Blach i spidsen, måtte tage til takke med 8.-pladsen med tre sejre og seks nederlag.

### Resultater
| Draw | Kamp                    | Res. | Kamp                   | Res. | Kamp                   | Res. | Kamp                    | Res. | Kamp                   | Res. |
| ---- | ----------------------- | ---- | ---------------------- | ---- | ---------------------- | ---- | ----------------------- | ---- | ---------------------- | ---- |
| 1    | Sverige - Danmark       | 11-5 | Frankrig - Norge       | 7-4  | Italien - Holland      | 12-4 | Skotland - Vesttyskland | 8-2  | Schweiz - England      | 10-6 |
| 2    | Vesttyskland - Frankrig | 7-6  | Italien - England      | 9-6  | Skotland - Danmark     | 7-5  | Norge - Schweiz         | 8-5  | Sverige - Holland      | 18-5 |
| 3    | Italien - Norge         | 10-7 | Skotland - Holland     | 15-3 | Vesttyskland - Schweiz | 4-3  | Sverige - England       | 15-3 | Frankrig - Danmark     | 10-2 |
| 4    | Schweiz - Holland       | 15-6 | Sverige - Vesttyskland | 6-1  | England - Frankrig     | 9-6  | Italien - Danmark       | 7-6  | Norge - Skotland       | 10-4 |
| 5    | Skotland - Italien      | 8-2  | Schweiz - Danmark      | 12-5 | Norge - Holland        | 5-3  | Vesttyskland - England  | 9-3  | Sverige - Frankrig     | 12-5 |
| 6    | Frankrig - Holland      | 12-4 | Norge - England        | 18-4 | Danmark - Vesttyskland | 10-3 | Sverige - Skotland      | 5-3  | Schweiz - Italien      | 8-5  |
| 7    | Vesttyskland - Norge    | 4-2  | Danmark - Holland      | 11-3 | Sverige - Italien      | 11-3 | Frankrig - Schweiz      | 8-7  | Skotland - England     | 18-3 |
| 8    | Sverige - Schweiz       | 10-7 | Vesttyskland - Italien | 8-1  | Skotland - Frankrig    | 12-6 | England - Holland       | 11-4 | Norge - Danmark        | 7-5  |
| 9    | Danmark - England       | 16-3 | Skotland - Schweiz     | 8-5  | Sverige - Norge        | 7-6  | Italien - Frankrig      | 8-7  | Vesttyskland - Holland | 9-1  |

| EM 1977 | EM 1977      | Sejre | Nederlag | 4 (skip)           | 3                 | 2                 | 1                    |
| ------- | ------------ | ----- | -------- | ------------------ | ----------------- | ----------------- | -------------------- |
| Guld    | Sverige      | 9     | 0        | Ragnar Kamp        | Björn Rudström    | Håkan Rudström    | Christer Mårtenson   |
| Sølv    | Skotland     | 7     | 2        | Ken Horton         | Willie Jamieson   | Keith Douglas     | Richard Harding      |
| Bronze  | Vesttyskland | 6     | 3        | Hans Jörg Herberg  | Sigi Heinle       | Wolfgang Metzeler | Franz Schmidt        |
| 4.      | Italien      | 5     | 4        | Giuseppe dal Molin | Giancarlo Valt    | Enea Pavani       | Ivo Lorenzi          |
| 5.      | Norge        | 5     | 4        | Sjur Loen          | Morten Sögård     | Dagfinn Loen      | Roar Rise            |
| 6.      | Frankrig     | 4     | 5        | André Tronc        | Jean Louis Sibuet | Gaby Ronchis      | Jean Francois Orset  |
| 7.      | Schweiz      | 4     | 5        | Paul Hofer         | Dieter Kraft      | Walter Glaser     | Bruno Schallberger   |
| 8.      | Danmark      | 3     | 6        | Jørn Blach         | Freddy Bartelsen  | Bent Jørgensen    | Antonny Hinge        |
| 9.      | England      | 2     | 7        | Ronald Thornton    | John D. Kerr      | Tony Atherton     | Tony Fraser          |
| 10.     | Holland      | 0     | 9        | Eric Harmsen       | Robert Harmsen    | Jack De Meyere    | Arthur Taudin-Scabot |

## Kvinder
De otte hold mødtes alle-mod-alle (round robin-kampe), hvilket gav syv kampe til hvert hold. Som noget nyt ved dette EM, var slutspillet afskaffet, så vinderen af round robin-kampene blev kåret som europamester.
Sveriges hold med Elisabeth Branäs som kaptajn forsvarede med succes den EM-titel, som holdet vandt ved EM året før. Det var altså Sveriges anden EM-titel i træk, og holdet gik ubesejret gennem turneringen. Sølvmedaljerne gik til Schweiz, som endte på seks sejre og ét nederlag, mens Skotland for andet EM i træk måtte nøjes med bronzemedaljer efter fire sejre og tre nederlag.
Danmark deltog ikke i mesterskabet – først ved EM i 1978 begyndte Danmark også at stille med et kvindehold ved europamesterskaberne.

### Resultater
| Draw | Kamp                    | Res. | Kamp                   | Res. | Kamp                    | Res.  | Kamp                    | Res. |
| ---- | ----------------------- | ---- | ---------------------- | ---- | ----------------------- | ----- | ----------------------- | ---- |
| 1    | Skotland - Italien      | 9-7  | Schweiz - Frankrig     | 10-8 | England - Norge         | 10-9  | Sverige - Vesttyskland  | 9-7  |
| 2    | Sverige - England       | 15-5 | Skotland - Norge       | 16-3 | Frankrig - Italien      | 11-10 | Schweiz - Vesttyskland  | 15-2 |
| 3    | Frankrig - Norge        | 13-7 | England - Vesttyskland | 8-6  | Sverige - Skotland      | 6-4   | Schweiz - Italien       | 10-2 |
| 4    | Schweiz - England       | 9-4  | Norge - Italien        | 8-7  | Sverige - Frankrig      | 9-4   | Skotland - Vesttyskland | 10-6 |
| 5    | Vesttyskland - Frankrig | 11-6 | Sverige - Italien      | 8-3  | England - Skotland      | 6-5   | Schweiz - Norge         | 7-5  |
| 6    | England - Norge         | 11-2 | Skotland - Italien     | 15-4 | Frankrig - Vesttyskland | 9-8   | Sverige - Schweiz       | 10-8 |
| 7    | Italien - England       | 13-2 | Norge - Vesttyskland   | 9-5  | Skotland - Frankrig     | 7-6   | Sverige - Schweiz       | 7-4  |

| EM 1977 | EM 1977      | Sejre | Nederlag | 4 (skip)            | 3                  | 2                   | 1                   |
| ------- | ------------ | ----- | -------- | ------------------- | ------------------ | ------------------- | ------------------- |
| Guld    | Sverige      | 7     | 0        | Elisabeth Branäs    | Eva Rosenhed       | Britt-Marie Ericson | Anne-Marie Ericsson |
| Sølv    | Schweiz      | 6     | 1        | Nicole Zloczower    | Rose Marie Steffen | Ele Beyeler         | Nelly Moser         |
| Bronze  | Skotland     | 4     | 3        | Betty Law           | Bea Dodds          | Margaret Paterson   | Margaret Cadzow     |
| 4.      | Frankrig     | 3     | 4        | Paulette Delachat   | Suzanne Parodi     | Erna Gay            | Françoise Duclos    |
| 5.      | England      | 3     | 4        | Jeanne Forrest      | Enid Logan         | Mary Aitchison      | Dorothy Shell       |
| 6.      | Norge        | 2     | 5        | Bente Hoel          | Herborg Pettersen  | Åse Wilhelmsen      | Ann-Sofie Bjaanæs   |
| 7.      | Italien      | 2     | 5        | Maria-G. Costantini | Tea Valt           | Ann Lacedelli       | Marina Pavani       |
| 8.      | Vesttyskland | 1     | 6        | Renate Gruner       | V. Fischer-Weppler | Irmi Wagner         | Traudl Kraemer      |